# Base navale de Puerto Belgrano
La base navale de Puerto Belgrano (en espagnol : Base Naval de Puerto Belgrano - BNPB) ou plus simplement Puerto Belgrano, est la plus grande base navale de la Marine argentine, située à proximité de Punta Alta, près de Bahía Blanca, à environ 700 km au sud de Buenos Aires. Elle a été nommée en l'honneur de Manuel Belgrano.
Base de la flotte argentine, elle accueille les principaux navires de guerre et arsenaux et elle est située à proximité des bases d'autres organisations à l'intérieur de la Marine : le camp Baterías du Commando de l'infanterie de Marine (es) et la base aérienne Comandante Espora (en espagnol : Base Aeronaval Comandante Espora - BACE) de l'Aviation navale argentine.

## Histoire
Conçue par le célèbre ingénieur italien Luigi Luiggi (contracté par le gouvernement argentin à cette fin), Puerto Belgrano a été créé par une loi du Congrès du 30 novembre 1896 sous le nom de « Puerto Militar » (littéralement « port militaire »). Outre les ingénieurs italiens et argentins du Ministerio de Obras Públicas (ministère des Travaux publics), un grand nombre d'ouvriers venus d'Italie, d'autres régions d'Europe et d'Argentine y ont travaillé. Au moment de son inauguration, le 2 janvier 1902, la cale N°1 du Puerto Militar (Dique N°1) était la plus grande cale sèche du monde. En 1911, la compagnie Ferrocarril Rosario y Puerto Belgrano (en) détenue par des capitaux français ouvre une ligne à voie large (5 pieds 7 pouces (1,70 m) entre Puerto Belgrano et Rosario et construit une jetée commerciale (Muelle C), qui sera ensuite expropriée par la marine argentine en 1911. . Le port est rebaptisé Puerto Belgrano en 1923.

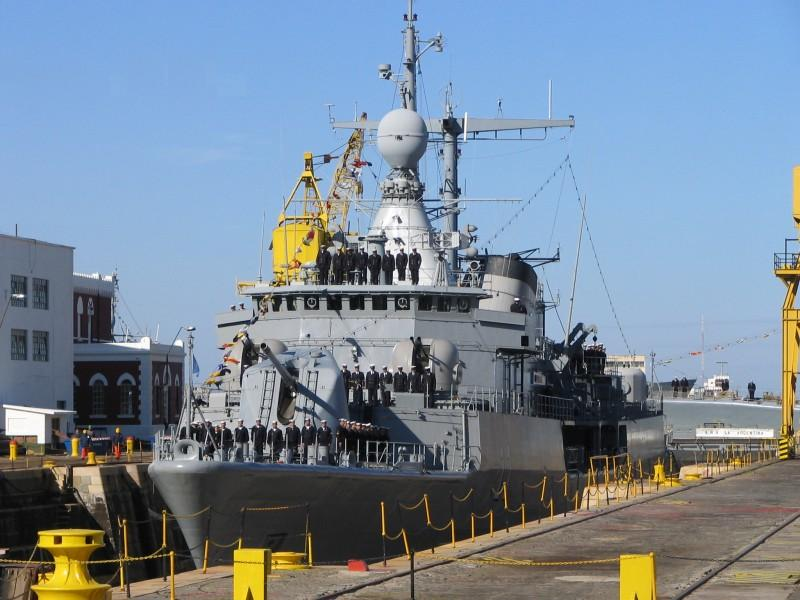
ARA La Argentina, à quai à Puerto Belgrano.

L'importance de la base croit avec la taille de la flotte. Pendant la Première Guerre mondiale et la Seconde Guerre mondiale les cuirassés de la classe Rivadavia, ARA Moreno et ARA Rivadavia y sont basés, et pendant la guerre froide, les porte-avions ARA Independencia et ARA Veinticinco de Mayo.
Le chantier naval de la base continue de faire l'entretien des navires et sous-marins.
En avril 2006, le navire de patrouille antarctique de la Royal Navy HMS Endurance entre à Puerto Belgrano pour réparations après avoir endommagé son gouvernail en Antarctique en février. Il s'agissait de la première fois depuis la guerre des Malouines de 1982 qu'un navire de la Royal Navy entrait dans une base navale argentine.

## Site de lancement de fusées
Une rampe de lancement est en cours de construction pour le futur véhicule de lancement spatial argentin Tronador II. Des terrains pour la construction du complexe spatial ont été cédés à la CONAE (Agence spatiale argentine). L'emplacement a été choisi en raison de la proximité des installations de la Marine, de la sécurité, du grand espace disponible et parce que la position est favorable aux lancements en orbite polaire.